# Camilla Vest
Camilla Vest, coniugata Nielsen (Copenaghen, 1º gennaio 1972), è una modella danese.

## Biografia
Ha partecipato al concorso Elite Model Look a 15 anni, entrando nell'agenzia Elite Models; a 19 anni si è trasferita a New York. Nel corso della sua carriera ha prestato il volto alle campagne di Revlon, Victoria's Secret, Peroni, Guess, H&M.

### Il processo per evasione fiscale e l'assoluzione
Sposata con il dirigente d'azienda Peder Nielsen, nel 1995 i due si trasferirono definitivamente negli Stati Uniti d'America. Nel 2011 la coppia fu indagata in Danimarca per evasione fiscale: secondo l'accusa, la residenza statunitense era solo fittizia. Entrambi vennero condannati in primo grado a 21 mesi di reclusione, e al pagamento di 6,6 milioni di corone. Nel 2013 il verdetto venne ribaltato.